# The New Order
The New Order er det andet album af det amerikanske thrash metal-band Testament, som blev udgivet den 10. maj, 1988. Dette blev albummet som banede vejen for bandet ind i thrash metal-mainstreamen[kilde mangler] med singlerne "Trial by Fire" (hvortil der blev lavet en musikvideo) og "The Preacher". The New Order blev placeret som nummer 136 på Billboard 200.[kilde mangler]

## Spor
1. "Eerie Inhabitants" – 5:06
2. "The New Order" – 4:25
3. "Trial by Fire" – 4:14
4. "Into the Pit" – 2:46
5. "Hypnosis" (Instrumental) – 2:04
6. "Disciples of the Watch" – 5:05
7. "The Preacher" – 3:37
8. "Nobody's Fault" (Aerosmith Cover) – 3:57
9. "A Day of Reckoning" – 4:00
10. "Musical Death (A Dirge)" (Instrumental) – 4:05